# Elmely Kro
Elmely Kro er en landevejskro beliggende nord for Ugerløse på Midtsjælland. Kroen blev etableret i 1964 af Otto Rasmussen og hans hustru, Anna Magrethe Rasmussen.  

## Navn
Kroen fik i sin tid navnet Elmely Kro grundet et stort elmetræ, der dengang stod ved kroen ud til Holbæk landevej. Den kendte arkitekt og professor ved kunstakademiet i København, Kaj Gottlob kom jævnligt på kroen og spiste deres Elmely Platte, derfor valgte han at male og forære et skilt til kroen med det karakteristiske elmetræ, som sidenhen blev kroens varemærke.   

## Historiske ejerforhold
- 1865 Oprindeligt var ejendommen på Holbæk landevej 63 fæstested under Løvenborg. Ifølge BBR-registret er bygningen opført i 1865.
- 1908 Christian Laurits Rasmussen overtager sit barndomshjem, der på daværende tidspunkt betegnes som et boelsmandssted (et landbrug, der er mindre end en gård, men større end et husmandssted).
- 1947 Brøndborer, Poul Helmer Rasmussen køber husmandsstedet af sin farbror Christian L. Rasmussen og driver forsat stedet som landbrug.
- 1961 Poul Helmer Rasmussen omkommer ved en arbejdsulykke som blot 43-årig, hvorefter P. H. Rasmussens bror, frisørmester Otto Rasmussen køber ejendommen sammen med hans hustru smørrebrødsjomfru, Anna Magrethe Rasmussen.
- 1964 Otto Rasmussen og hans hustru etablerer Elmely Kro, der snart bliver kendt for sin Elmely Platte. Stedet fungerer samtidig som et populært spillested med musikbox for de lokale unge. I en periode er Otto Rasmussen selv krovært på stedet, men senere forpagter han kroen.
- 1995-2006 Kroejer Otto Rasmussen dør og kroen bliver solgt til Jane og Finn Duelund og senere til en tømrermester fra Dianalund.
- 2006 Dorte Carlé købte kroen. I dag[hvornår?] er hun og Jørgen Carlé stadig er medejere af kroen.
- 2010 Kroen forpagtes af to kokke, Henrik Nielsen og Poul Bøje Nielsen. Poul B. Nielsen er tredje generation på Elmely Kro og barnebarn af Otto og Anne Margrethe Rasmussen.
- 2019 Henrik Kjær købte Kroen, Kroen bestyres af kokken Allan Kristiansen.
- 2023 Poul Bøje Nielsen vender tilbage som ejer.